# Schwarzbach (Rhein, Wittlaer)
Der Schwarzbach ist ein Bach im Bergischen Land in Nordrhein-Westfalen. Er entspringt auf dem Gebiet Mettmanns unmittelbar an der Grenze zu Wülfrath und fließt durch Ratingen und Düsseldorf in den Rhein.
Der Bach ist etwa 27 km lang und hat ein Einzugsgebiet von 55 km². Er hat die Gewässergüteklasse II (mäßig belastet). Sein Fischbestand besteht aus Bachforellen, Regenbogenforellen, Saiblingen, Barsch, Rotaugen/federn, Karpfen, Hecht, Wels und Zander.
In Ratingen durchquert er als weitgehend naturnah belassener Bach zwei Naturschutzgebiete und ein Landschaftsschutzgebiet. Zwischen Ratingen und Düsseldorf wurde sein Verlauf durch Sandabbau bzw. die zurückgebliebenen Baggerseen, den Flughafen Düsseldorf sowie das Autobahnkreuz Düsseldorf-Nord stärker menschlich beeinflusst. Nördlich des Flughafens ist er durch einen Graben mit dem Kittelbach verbunden. In Düsseldorf-Kalkum durchfließt er den Park des Schlosses, bevor er in Düsseldorf-Wittlaer seine Rheinmündung erreicht.
Der Bach ist Namensgeber einiger geografischer Objekte. In seinem Mettmanner Quellgebiet ist der aus den ehemaligen Honschaften Obschwarzbach und Niederschwarzbach entstandene Ortsteil Obschwarzbach nach ihm benannt, in Ratingen das Schwarzbachtal samt gleichnamigem Naturschutzgebiet bei der Hofschaft Götzenberg östlich der Stadt sowie der Ortsteil Schwarzbach und die danach benannte Anschlussstelle 33 der Bundesautobahn 44. Östlich von Ratingen überquert ihn die Schwarzbachtalbrücke der Bundesautobahn 3.

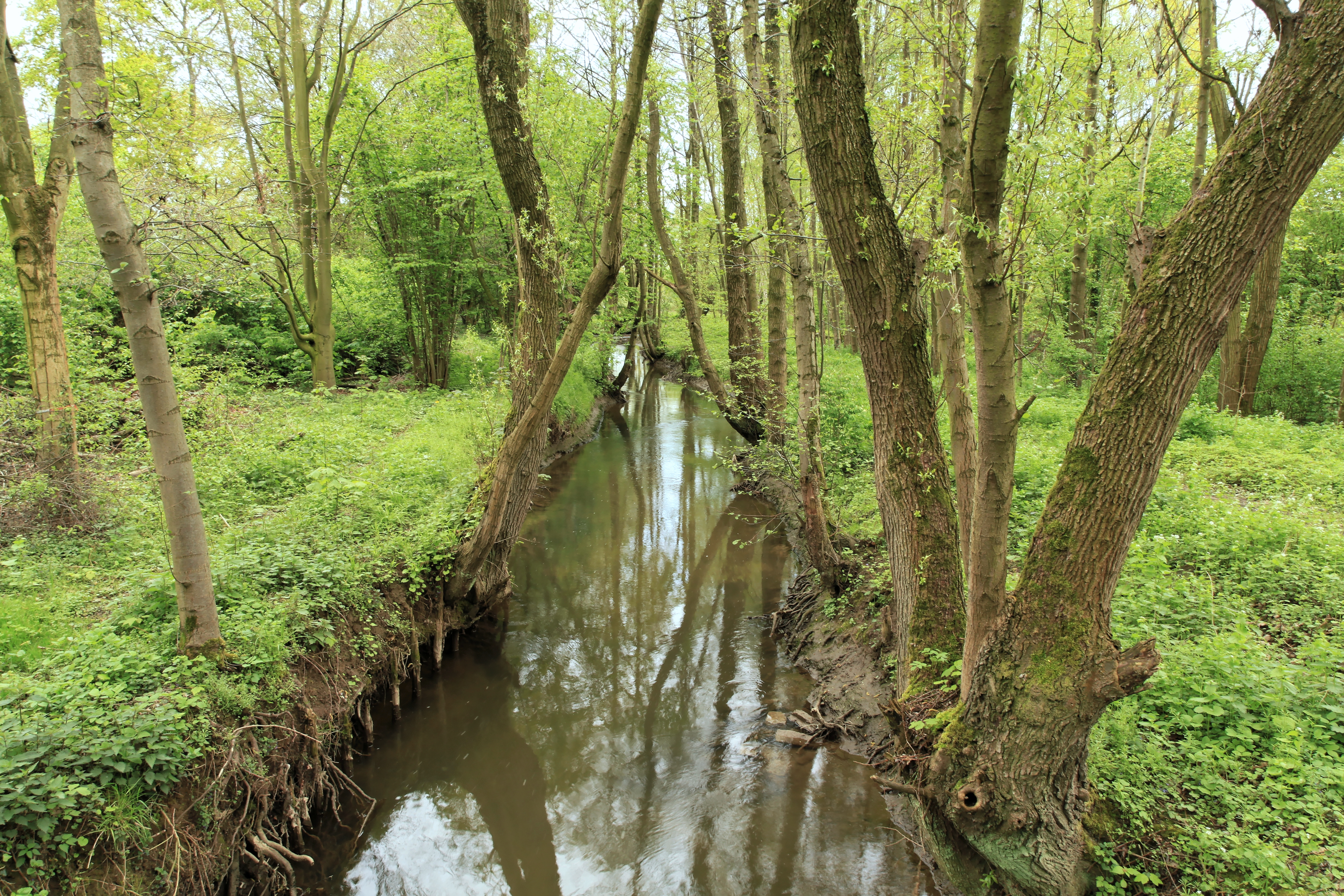
Schwarzbach im Süden des Erholungsparks Volkardey in Ratingen (2012)
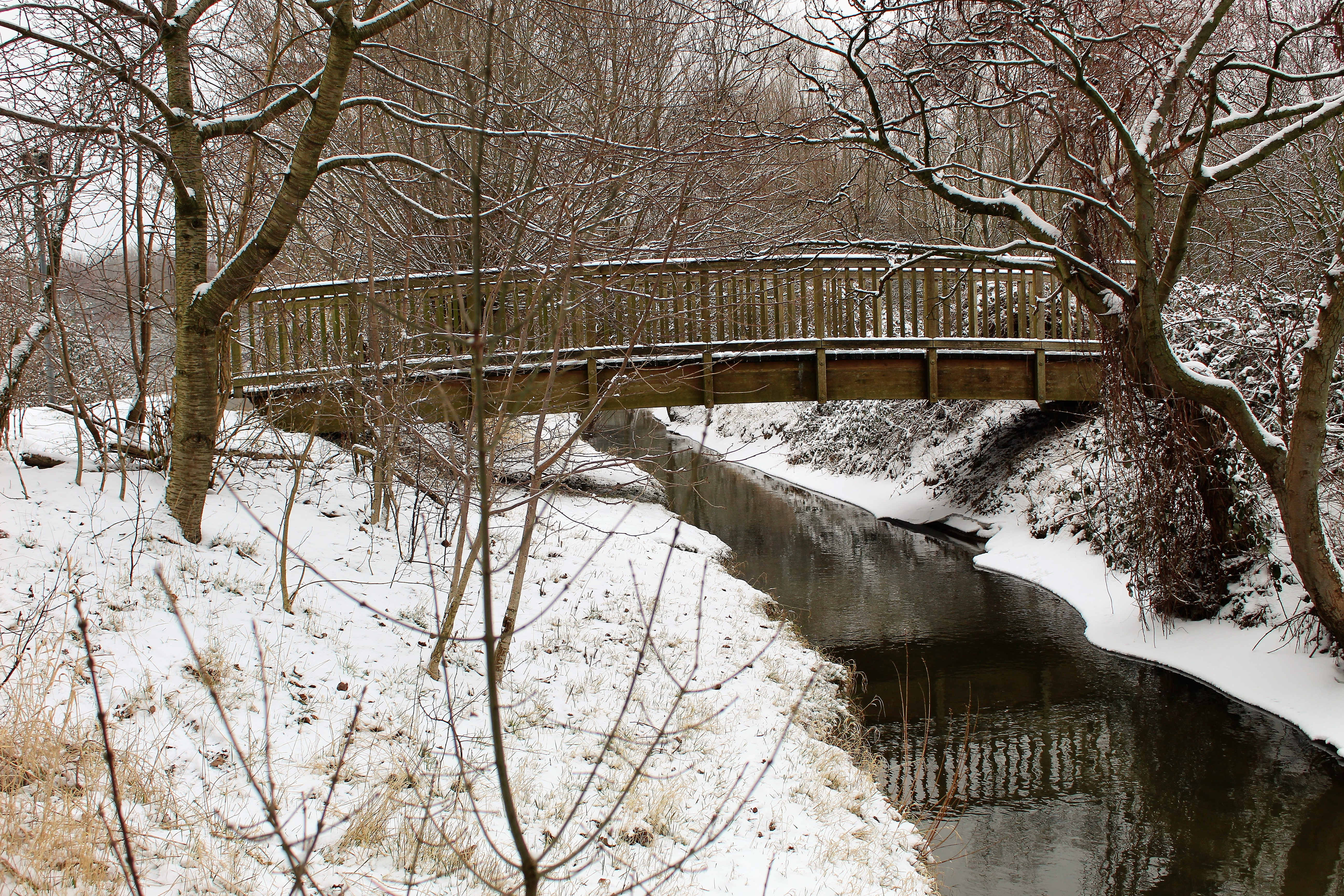
Holzbrücke bei Kalkum im Winter (2018)
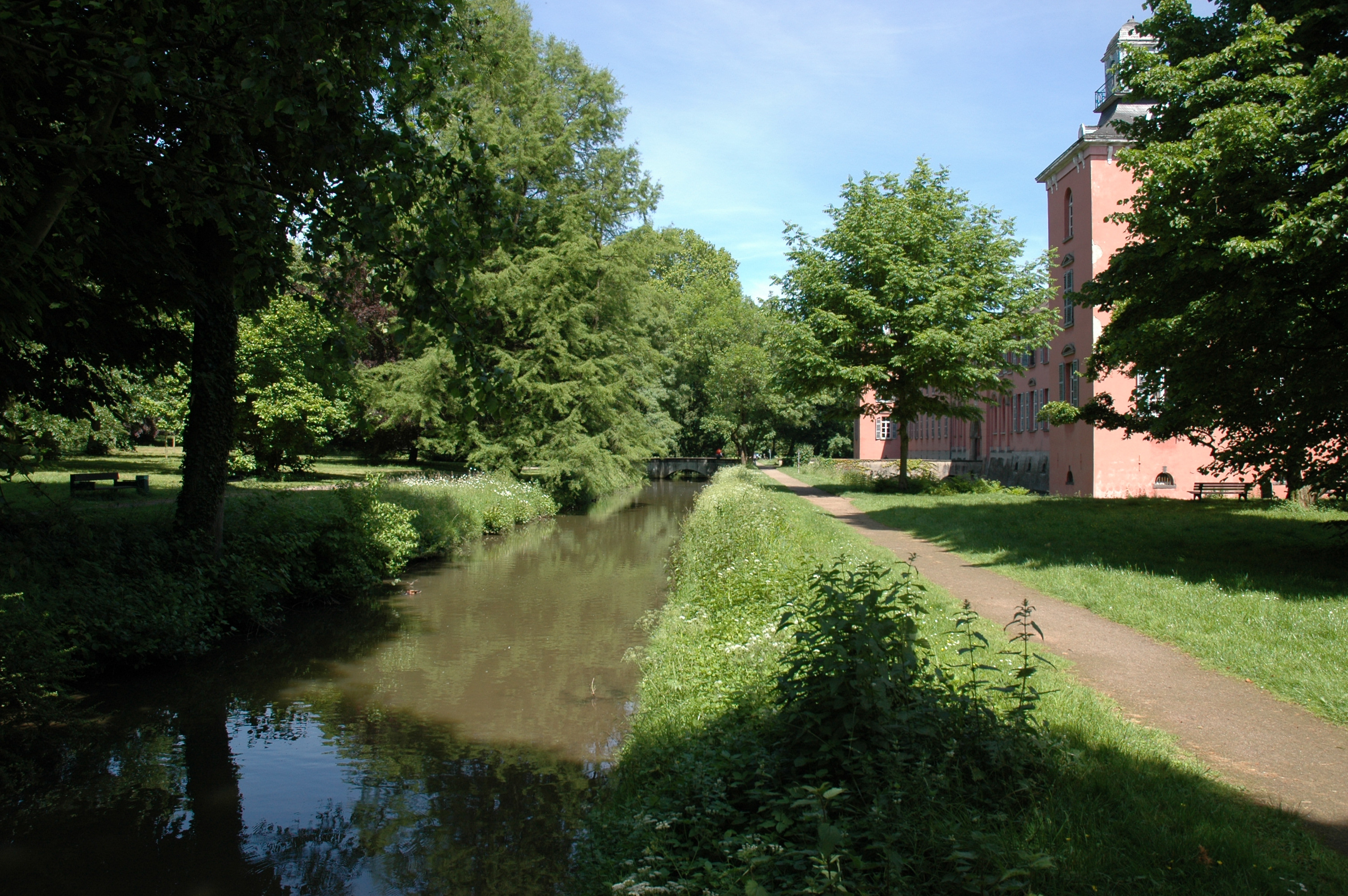
Der durch den Landschaftsarchitekten Maximilian Friedrich Weyhe kanalisierte Schwarzbach im Schlosspark Kalkum (2014)
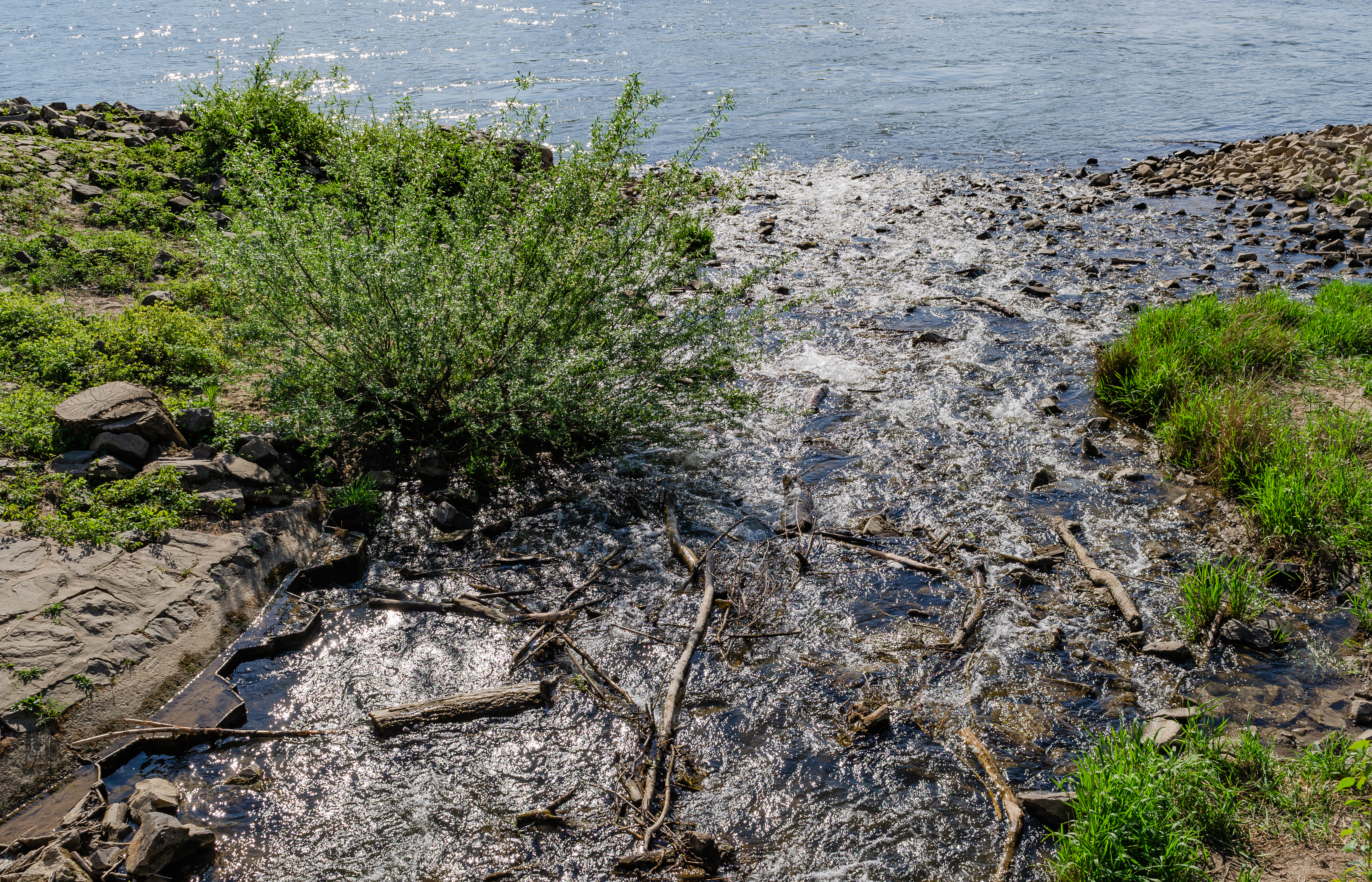
Mündung in den Rhein (2020)